# Israele
Israele, ufficialmente Stato d'Israele (in ebraico: , Medinat Yisra'el; in arabo دولة اسرائيل‎?, Dawlat Isrā'īl), è uno Stato del Medio Oriente affacciato sul mar Mediterraneo e che confina a nord con il Libano, con la Siria a nord-est, la Giordania a est, l'Egitto a sud-ovest, con i territori palestinesi, ossia la Cisgiordania a est e la striscia di Gaza a sud-ovest, e il Mar Rosso a sud.
La regione nella quale è situato Israele è stata soggetta nel tempo al dominio di numerose civiltà, tra cui cananei, egizi, israeliti, filistei, assiri, babilonesi, romani, bizantini, arabi, crociati e ottomani. In età contemporanea la regione divenne parte del mandato britannico della Palestina, periodo durante il quale fu soggetta a flussi immigratori di comunità ebraiche incoraggiate dal movimento sionista, che mirava alla costituzione di un moderno Stato ebraico. Dopo la seconda guerra mondiale, per porre rimedio agli scontri locali tra ebrei e arabi palestinesi, nel 1947 l'Assemblea generale delle Nazioni Unite approvò un piano di partizione della Palestina che prevedeva la costituzione di uno Stato ebraico e di uno arabo. Lo Stato d'Israele fu proclamato il 14 maggio 1948. Tale partizione fu però osteggiata dagli arabi palestinesi e dai vicini paesi arabi, che intervennero militarmente contro il neonato Stato israeliano; nell'ambito dello scontro si verificò l'esodo palestinese del 1948. Israele e i paesi arabi si scontrarono nei decenni seguenti in una serie di conflitti arabo-israeliani. In seguito alla guerra dei sei giorni del 1967 Israele occupò la Cisgiordania, la striscia di Gaza, le alture del Golan e la penisola del Sinai, stabilendo nei territori occupati numerosi insediamenti israeliani. Lo Stato di Palestina rivendica la sovranità sulla Cisgiordania e sulla striscia di Gaza.
Il territorio è estremamente eterogeneo dal punto di vista morfologico: a ovest, lungo la fascia costiera si estende la pianura di Sharon, i monti della Giudea attraversano il centro del Paese, a sud si estende il deserto del Negev, mentre la valle del Giordano, il principale fiume del Paese, è parte della Great Rift Valley. Israele rappresenta l'unico Paese a maggioranza ebraica al mondo; gli ebrei rappresentano poco meno dei tre quarti della popolazione, mentre gli arabi israeliani costituiscono poco più di un quinto. La maggior parte della popolazione è concentrata nei centri urbani della pianura costiera. La cultura di Israele si è costituita attraverso l'influsso di vari elementi portati dagli immigrati ebrei da tutto il mondo. Israele rappresenta uno dei paesi più all'avanguardia in Medio Oriente dal punto di vista sociale, politico, scientifico ed economico. Un ruolo importante è rivestito dall'alta tecnologia. Lo Stato d'Israele è una democrazia parlamentare e una serie di leggi fondamentali definiscono l'ordinamento giuridico. Il potere legislativo è esercitato dalla Knesset, che elegge un presidente, mentre il potere esecutivo è esercitato dal primo ministro e dal governo. Il potere giudiziario è esercitato da tribunali laici e religiosi e la Corte suprema di Israele ne rappresenta il vertice.

## Etimologia
Il nome dello Stato deriva dal nome biblico "Israele", attribuito da Dio al patriarca Giacobbe come narrato nel libro della Genesi. Vennero presi in considerazione vari altri nomi, tra i quali Eretz Yisrael, Sion, Giudea e Nuova Giudea. Sull'etimologia del nome Israele non esiste un'opinione comune. Secondo Victor P. Hamilton il nome deriva dall'unione del verbo śarar ("governare") e del sostantivo el ("Dio"). Il significato sarebbe dunque "Dio governa" o "Possa Dio governare". Secondo Geller invece l'etimo è da rintracciarsi nel verbo śarah ("combattere"), dal momento che Giacobbe cambiò nome dopo la lotta con una possibile manifestazione divina. In questo caso il significato sarebbe "Colui che ha combattuto con Dio" o "Dio combatte".
Il documento più antico su cui apparirebbe la parola Israele è la Stele di Merenptah che parlerebbe di Israele come di uno dei tanti popoli di pastori nomadi della regione, piuttosto che di una nazione bene organizzata. Il nome Israele viene citato anche nel Libro della Genesi (32,28), dove viene raccontato l'episodio in cui Dio cambia il nome a Giacobbe, chiamandolo, per l'appunto, Israele. Un'interpretazione comune fa derivare il nome dal soprannome di Giacobbe, ovvero Israele (che significa "l'uomo che vide (l'angelo di) JHWH"). Eretz Yisrael avrebbe dunque il significato di "Terra di Giacobbe". La grafia di questa interpretazione (ישראל) è quella più aderente alla parola Israele (ישראל).

## Storia

### Antichità e medioevo
La regione vide emergere nell'Età del bronzo la civiltà cananea sotto forma di città-Stato; durante la tarda età del bronzo la regione fu soggetta per secoli al dominio Nuovo Regno egizio. La transizione verso la prima età del ferro vide la formazione di due civiltà differenti: i filistei, sulla costa e di origine egea, e gli israeliti, di derivazione cananea e concentrati negli altopiani delle regioni interne. Tra i regni israeliti emersero il Regno di Israele, distrutto nel 722 a.C. dall'invasione assira, e il Regno di Giuda, invaso nel 587 a.C. dall'Impero neo-babilonese. Le deportazioni degli israeliti da parte di assiri e babilonesi furono il principio sul quale si costituì la Diaspora ebraica. La regione fu poi annessa dall'Impero achemenide e Ciro il Grande permise la ricostruzione della nazione ebraica nel territorio. Sotto l'Impero seleucide la regione sperimentò una profonda ellenizzazione, fino a quando la rivolta maccabea dette vita al Regno di Giudea, al quale seguì la dinastia erodiana. Il territorio fu posto sotto protettorato dalla Repubblica romana nel 63 a.C., in seguito all'assedio di Gerusalemme da parte del Proconsole Gneo Pompeo Magno. Le fallite grandi ribellioni contro il successivo Impero romano, il cui primo imperatore Cesare Augusto nel 6 trasformò il suddetto regno cliente di Giudea dapprima in una prefettura della provincia di Siria omonimamente chiamata e poi in una provincia a sé stante (in seguito rinominata Siria Palestina) provocarono una massiccia emigrazione della locale popolazione ebraica, che andò ad alimentare le comunità della diaspora.
La regione si convertì progressivamente al cristianesimo. Nel VII secolo l'Impero bizantino perse la regione per mano del Califfato dei Rashidun, al quale seguirono varie dinastie musulmane, tra le quali gli Omayyadi, gli Abbasidi, i Tulunidi e i Fatimidi. Nel corso del medioevo la regione visse un processo di progressiva arabizzazione. Con le Crociate il territorio fu posto sotto la sovranità del Regno di Gerusalemme e in seguito delle dinastie musulmane degli Zengidi, degli Ayyubidi, dei Mamelucchi e infine degli Ottomani. Malgrado un tentativo del Chedivato d'Egitto, gli Ottomani rimasero al potere fino alla prima guerra mondiale, quando vennero sconfitti dagli Alleati.

### Mandato britannico della Palestina

#### Il sionismo e il mandato britannico della Palestina
A partire dalla fine del XIX secolo il movimento sionista spinse molti ebrei, principalmente dall'Europa orientale, a stabilirsi in Palestina, attraverso le cosiddette aliyah. Il nuovo yishuv creò nei decenni una nuova realtà culturale e sociale, parallela a quella araba palestinese. Esso fondò nuove città, tra le quali Petah Tikva e Tel Aviv, e avviò progetti agricoli attraverso i kibbutz e i moshav. Venne in particolare rivitalizzata la lingua ebraica. Alla fine della prima guerra mondiale, la Società delle Nazioni trasferì la Palestina sotto il controllo dell'Impero britannico, creando il mandato britannico della Palestina. I britannici, con la Dichiarazione Balfour, si fecero promotori della costituzione di un "focolare nazionale" ebraico in Palestina. Sotto i britannici l'immigrazione ebraica dall'Europa orientale portò la popolazione ebraica a crescere enormemente, passando dalle circa 80000 unità registrate nel 1918 alle 175000 nel 1931 e alle 400000 nel 1936, causando attriti con la popolazione araba palestinese. Nel 1939 l'amministrazione britannica, in seguito delle conseguenze dei moti del 1929 e soprattutto della Grande rivolta araba, pose forti limitazioni all'immigrazione e alla vendita di terreni a ebrei. L'avvento del nazismo, la seconda guerra mondiale e la Shoah portarono a un ulteriore flusso migratorio di ebrei provenienti da diverse nazioni europee.

#### Piano di partizione della Palestina

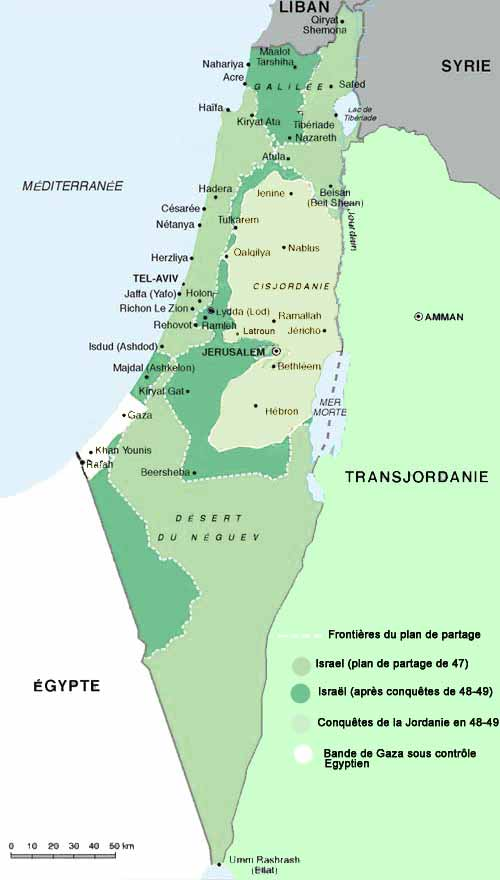
Territori riconosciuti allo stato ebraico dall'ONU e conquiste di Israele del 1948-1949

Nel 1947 l'Assemblea generale delle Nazioni Unite propose e votò a maggioranza (33 voti a favore, 13 contro e 10 astenuti) un piano di partizione della Palestina, basato sull'operato dell'UNSCOP, che previde l'istituzione di uno Stato ebraico e di uno arabo con Gerusalemme sotto controllo internazionale. Nel decidere su come suddividere il territorio considerò, per evitare possibili rappresaglie da parte della popolazione araba, la necessità di radunare nel futuro Stato tutte le zone dove gli ebrei erano presenti in numero significativo, e questo andò quindi ad occupare il 56,4% del territorio. Lo Stato ebraico proposto avrebbe avuto quindi una popolazione residente in maggioranza composta da ebrei (498000 a fronte di 407000 arabi). Circa 10000 ebrei sarebbero rimasti nello Stato arabo, che sarebbe di conseguenza stato abitato dal 99% di arabi, con una comunità totale di 735.000 abitanti. La zona internazionale, imperniata sulla città di Gerusalemme, avrebbe avuto una presenza di 100000 ebrei a fronte di 105000 arabi. A questi gruppi si aggiungeva una popolazione di circa 90000 Beduini nomadi, presente nella zona di Beersheba. Il piano venne accolto con favore dalla maggior parte della comunità ebraica, rappresentata ufficialmente dall'Agenzia ebraica (anche se gruppi più estremisti, come l'Irgun e la Banda Stern, lo rifiutarono), e rifiutato con varie motivazioni dalla comunità araba palestinese e dai paesi arabi.
Tra il dicembre del 1947 e la prima metà di maggio del 1948 vi furono cruente azioni di guerra civile da ambo le parti. Il piano Dalet, messo a punto dalle autorità ebraiche, aveva come scopo la difesa e il controllo del territorio del quasi neonato Stato ebraico e degli insediamenti ebraici a rischio posti di là dal confine di questo. Il piano, seppur ufficialmente solo difensivo, prevedeva comunque, tra le altre cose, la possibilità di occupare basi nemiche poste oltre il confine, e prevedeva in alcuni casi la distruzione di villaggi palestinesi e l'espulsione degli abitanti. Diversi storici hanno considerato il piano stesso indirettamente responsabile di massacri e azioni violente contro la popolazione palestinese, in un tentativo di pulizia etnica. L'impatto emotivo sull'opinione pubblica del massacro di Deir Yassin, effettuato da membri dell'Irgun e della Banda Stern, ebbe una forte risonanza.

### Lo Stato di Israele

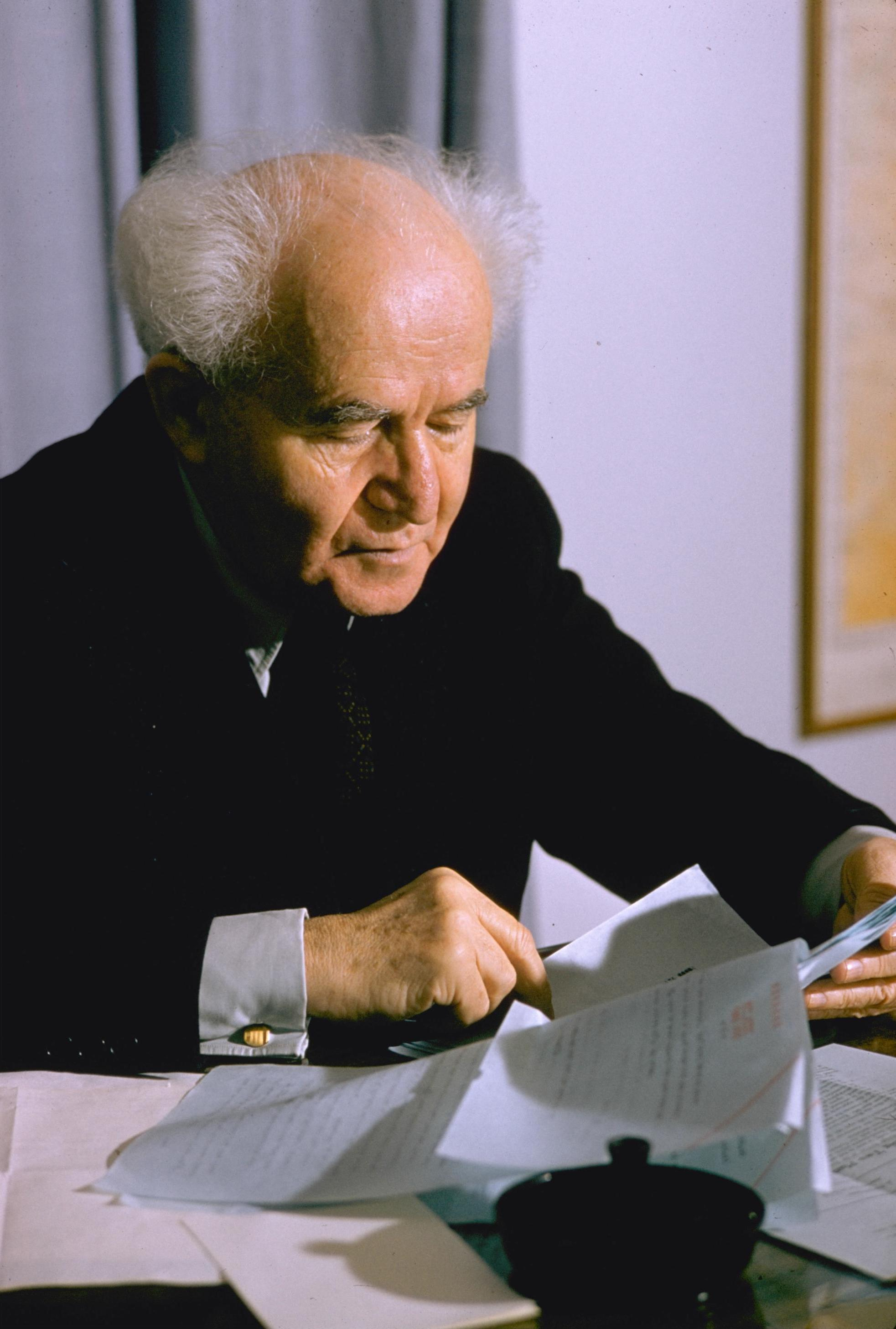
David Ben Gurion, fondatore di Israele.

#### Guerra arabo-israeliana del 1948
Il 14 maggio del 1948 venne dichiarata unilateralmente la nascita dello Stato di Israele e il giorno seguente le truppe britanniche si ritirarono definitivamente dai territori del mandato. Il 15 maggio 1948 gli eserciti di Egitto, Siria, Libano, Iraq e Giordania, attaccarono il neonato Stato di Israele. L'offensiva venne bloccata dall'esercito israeliano, e le forze arabe vennero costrette ad arretrare. Israele conquistò centinaia di città e villaggi arabi palestinesi. Centinaia di migliaia di arabi abbandonarono il territorio, in quello che divenne l'esodo palestinese del 1948. La Guerra arabo-israeliana del 1948 si concluse con l'armistizio di Rodi, che stabilì la Linea Verde. Il numero di rifugiati palestinesi provenienti dai territori controllati da Israele raggiunse le 711000 persone. I profughi si stabilirono prevalentemente in Giordania, Siria e Libano, oltreché in Cisgiordania e striscia di Gaza. La Giordania annesse la Cisgiordania, mentre l'Egitto occupò la striscia di Gaza. Israele annesse la Galilea e altri territori a maggioranza araba conquistati nella guerra.

#### Il periodo post-indipendenza
Nei decenni seguenti l'indipendenza dello Stato la politica israeliana venne dominata principalmente dai sionisti socialisti del Mapai e del Mapam; David Ben Gurion venne nominato primo ministro e Chaim Weizmann presidente. Anche se il Paese si allineò successivamente al blocco occidentale, l'economia israeliana adottò principi socialisti. Con l'approvazione della Legge del ritorno da parte del governo israeliano si assistette a una forte immigrazione ebraica proveniente dai paesi arabi e dall'Europa, che portò al raddoppio della popolazione israeliana. Lo Stato israeliano organizzò in particolare attraverso i servizi segreti, la propaganda e la diplomazia l'immigrazione ebraica da Iraq, Yemen e Marocco. Gli immigrati vennero sistemati nelle ma'abara. Gli insediamenti arabi israeliani vennero sottoposti alla legge marziale.
Gli anni 1950 furono caratterizzati da un'intensa austerità. Le condizioni critiche dell'economia israeliana convinsero il governo israeliano a firmare con la Germania Ovest un accordo di riparazioni, che finanziò le casse dello Stato ma venne accolto molto freddamente dall'opposizione. La società israeliana fu caratterizzata anche da forti tensioni sociali tra le istituzioni dominate dagli aschenaziti e gli immigrati mizrahì, i quali denunciarono discriminazioni etniche a loro danno. In particolare il caso dei bambini yemeniti scomparsi generò una forte risonanza. Il conflitto arabo-israeliano continuò sotto forma di attacchi da parte dei fedayyin palestinesi, scontri sui confini e attraverso operazioni da parte dei servizi segreti israeliani nei paesi esteri, che culminarono nell'affare Lavon.

#### La crisi di Suez, la guerra dei sei giorni e la guerra del Kippur
Nel 1956 il leader egiziano Gamal Abd el-Nasser nazionalizzò il canale di Suez e lo chiuse alle navi commerciali di Israele, cominciando nel contempo un avvicinamento all'Unione Sovietica e armandosi grazie al sostegno della Cecoslovacchia. Israele, alleato a Francia e Regno Unito intervenne militarmente, sferrando un attacco preventivo contro l'Egitto riportando numerosi successi e annettendo la striscia di Gaza e la penisola del Sinai. La crisi di Suez si risolse tuttavia grazie a una trattativa tra Stati Uniti d'America e Unione Sovietica. Nel 1967 scoppiò la guerra dei sei giorni, quando Israele decise nuovamente di optare per un attacco preventivo, conquistando la Cisgiordania, compresa Gerusalemme Est, la striscia di Gaza, la penisola del Sinai e le alture del Golan. Fino al 1970 il Paese fu impegnato nella guerra d'attrito con l'Egitto.

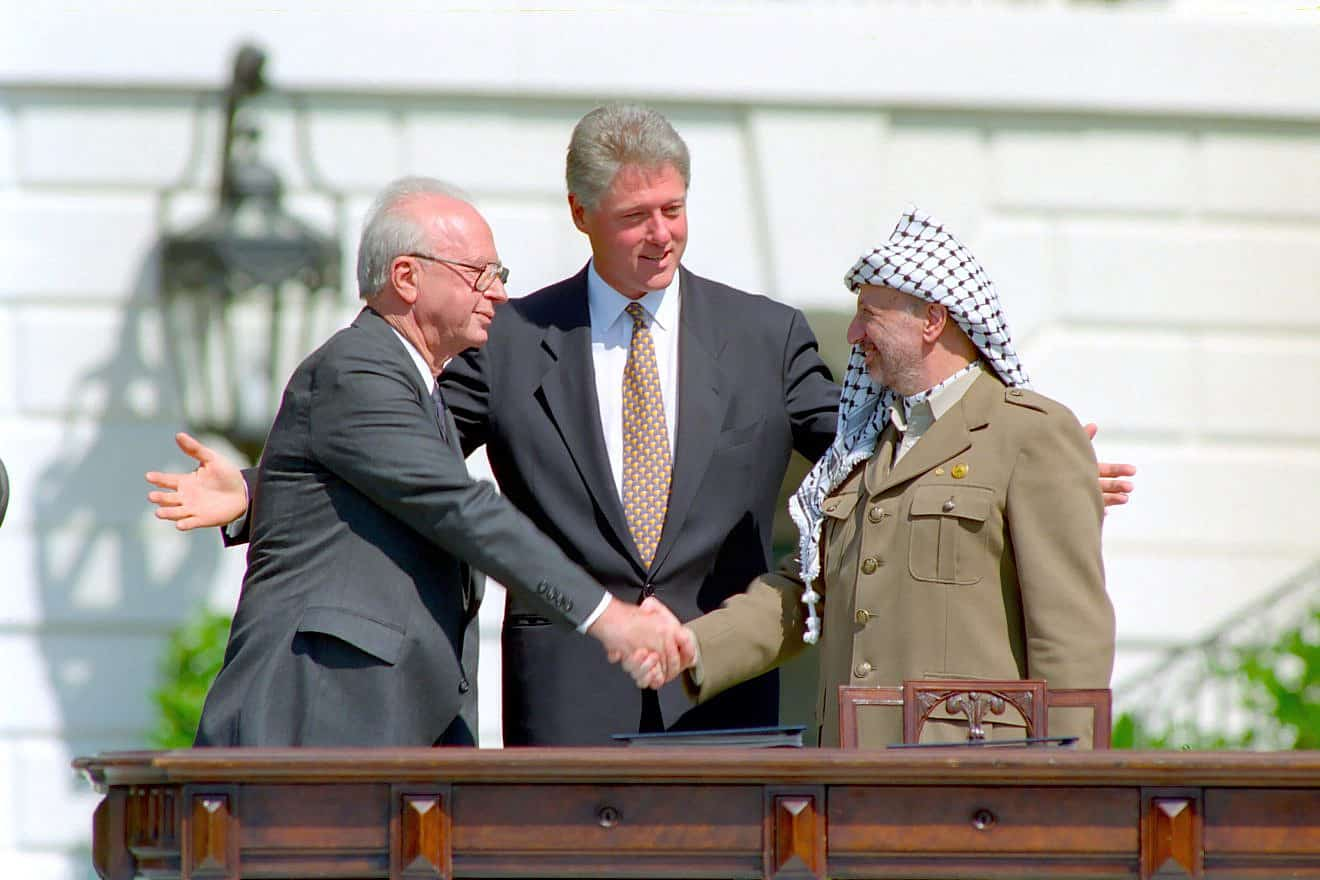
Yitzhak Rabin e Yasser Arafat si stringono la mano e firmano gli accordi di Oslo, con Bill Clinton dietro di loro, 1993

Nei primi anni 1970 la società israeliana fu scossa dall'attivismo politico delle Pantere Nere, mentre nel 1972 si verificò il massacro di Monaco di Baviera. Nel 1973 Egitto e Siria attaccarono a sorpresa Israele in quella che divenne la guerra del Kippur; i due paesi arabi ebbero inizialmente la meglio ma dopo una fase di stallo le truppe israeliane riuscirono a riprendere il controllo della situazione e a rovesciare le sorti del conflitto, ricacciando egiziani e siriani di là dalle posizioni iniziali. Nel 1974 il movimento sionista religioso del Gush Emunim avviò la costruzione dei primi insediamenti israeliani nei territori occupati. Il dominio politico dei sionisti socialisti terminò nel 1977 in seguito alla vittoria del Likud. Nel 1978, con gli accordi di Camp David, Israele si impegnò a restituire la penisola del Sinai, mentre l'Egitto si impegnò al riconoscimento dello Stato di Israele. Negli anni seguenti Israele venne coinvolto nella guerra civile libanese, intervenendo militarmente in più occasioni e occupandone la regione meridionale fino al 2000.

#### XXI secolo
Nel 1987 scoppiò nei territori occupati la prima intifada, ai quali seguirono nel 1993 gli accordi di Oslo, i quali istituirono l'Autorità Nazionale Palestinese. Nel 1991 in occasione della guerra del Golfo l'Iraq colpì Israele attraverso attacchi missilistici. Nel 2000 scoppiò la seconda Intifada. Nel 2005 le forze israeliane si ritirarono dalla striscia di Gaza, lasciandola al controllo palestinese. Il Paese si scontrò con Hezbollah nella guerra del Libano del 2006 e a più riprese con i gruppi paramilitari palestinesi: nel 2008 con l'Operazione Piombo fuso, nel 2012 con l'Operazione Colonna di nuvola, nel 2014 con l'Operazione Margine di protezione, nel 2021 nell'ambito della crisi israelo-palestinese del 2021 ,tra il 2023 e il 2024 nel * Conflitto Israele-Hezbollah del 2023-2024 , dal 7 ottobre 2023 nella guerra di Gaza, nel 2025 Guerra Iran-Israele.

## Geografia

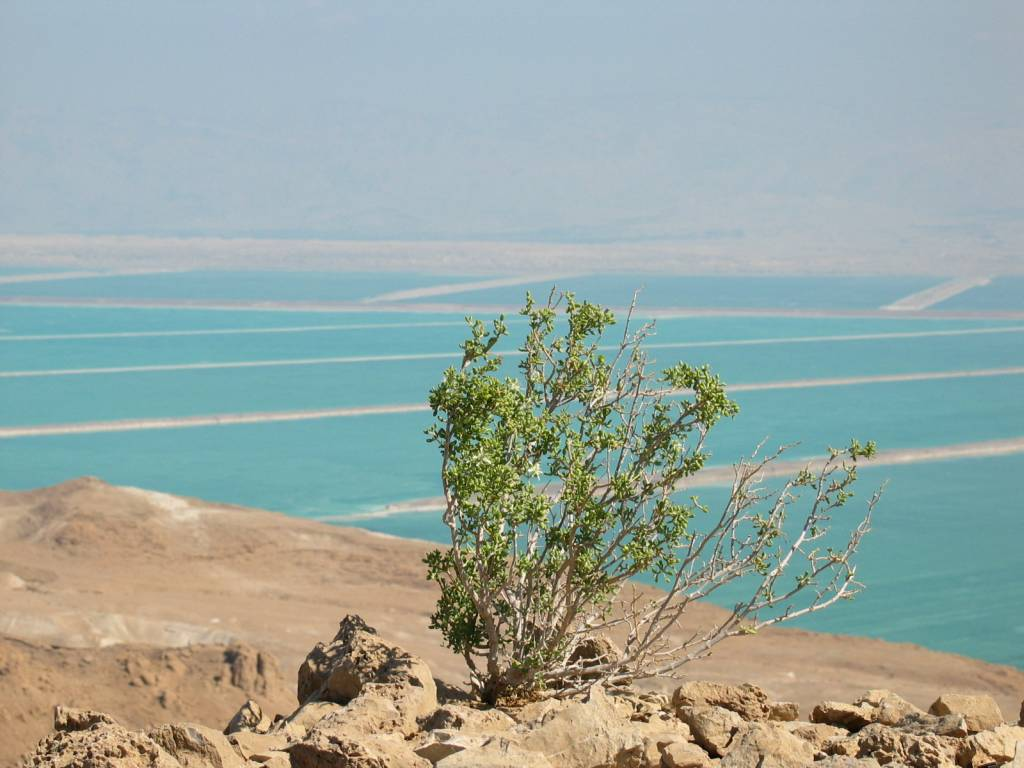
Saline nel Mar Morto

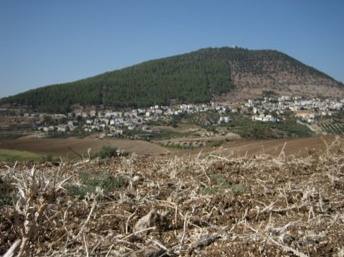
Visione del monte Tabor

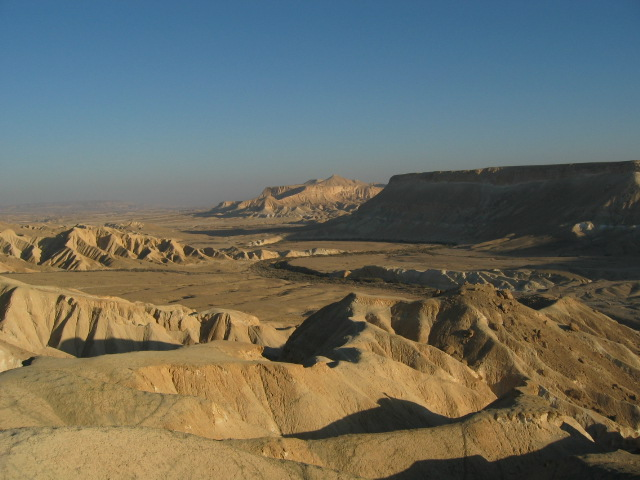
Deserto del Negev

Israele si trova all'estremità orientale del Mar Mediterraneo. Il territorio sovrano internazionalmente riconosciuto, esclusi cioè tutti i territori occupati, ha una superficie di circa 20770 km², di cui il 2% sono acque. Il territorio sottoposto alla legge dello Stato di Israele, inclusi cioè Gerusalemme Est e le alture del Golan, ha una superficie di 22072 km². Il territorio sotto controllo israeliano, inclusi quindi i territori occupati, ha una superficie di 27799 km².

### Morfologia
Il territorio israeliano presenta caratteristiche eterogenee. Presenta a ovest, parallela alla costa, la pianura di Sharon, che ospita la maggior parte della popolazione e i principali centri urbani. Al centro si estendono i monti della Giudea, che attraversano in lunghezza tutto il Paese. L'Alta Galilea rappresenta la regione più alta del Paese. Mentre i versanti occidentali scendono dolcemente verso il Mediterraneo, quelli orientali precipitano verso la valle del fiume Giordano. La stretta valle solcata dal Giordano è parte della Great Rift Valley, che prosegue con il Mar Morto, Wadi Araba, il golfo di Aqaba e il Mar Rosso. A sud si estende il Negev, un territorio in prevalenza desertico, che occupa circa la metà della superficie del Paese; alla sua estremità sud si trova l'unico sbocco al mare non mediterraneo. Tipici del Negev e della adiacente penisola del Sinai sono i makhteshim, crateri erosivi dei quali il più ampio al mondo è il cratere Ramon. Le montagne più importanti sono il Monte Meron, situato in Alta Galilea, e il Monte Ramon, nel Negev. Altri rilievi sono il Monte Carmelo e il Monte Hermon (occupato dal 1967).

### Idrografia
Il fiume principale è il Giordano, che nasce dal Monte Hermon; ne appartiene a Israele solo la parte del corso superiore, segnando per il resto il confine tra la Giordania e i territori occupati palestinesi; a esso tributano corsi d'acqua di modeste dimensioni, a regime spiccatamente torrentizio, che tendono a prosciugarsi nella stagione secca. Altro fiume con portata cospicua è il Yarkon, che scende nel Mar Mediterraneo vicino a Tel Aviv. È incluso quasi interamente in territorio nazionale il lago di Tiberiade, mentre il mar Morto bagna il territorio israeliano solo nel settore orientale ed è prossimo al punto più basso del pianeta.

### Clima
Pur essendo un Paese di modeste dimensioni, vi sono discrete differenze climatiche da zona a zona, e le temperature variano molto, specie durante l'inverno. La costa ha un tipico clima mediterraneo, con estati lunghe, calde e asciutte e inverni freschi e piovosi. Il caldo è anche maggiore nella valle del Giordano, dove nel 1942 furono registrati 53,7 °C (kibbutz Tirat Zvi), un record per l'Asia. Sulle alture, invece, il clima è da fresco a freddo e umido, comprese precipitazioni nevose (a Gerusalemme almeno una volta l'anno, sul monte Hermon per gran parte dell'anno). Da maggio a settembre le precipitazioni sono rare; da novembre a marzo il clima è relativamente umido e piovoso.

### Ambiente
Lo Stato d'Israele è molto attivo nella tutela dell'ambiente. In particolare il risparmio idrico rappresenta uno degli impegni principali e viene effettuato specialmente attraverso l'irrigazione a goccia e il recupero dell'acqua piovana. Fonte di buona parte delle risorse idriche del Paese è rappresentata dal lago di Tiberiade. Molto attiva è la produzione di energia solare, eolica e da biomassa. Nelle regioni periferiche del Paese sono state costituite numerose aree naturali protette, anche tramite l'opera del Fondo Nazionale Ebraico, che ha piantato centinaia di milioni di alberi, costruito dighe e riserve e stabilito centinaia di parchi.

## Società

### Demografia

Andamento della popolazione di Israele dal 1949 al 2015

Alla fine del 2022 la popolazione israeliana era stimata a 9656000 abitanti. A partire dalla fondazione dello Stato alla crescita demografica ha contribuito principalmente l'arrivo di milioni di immigrati ebrei, provenienti a ondate successive principalmente dall'Europa continentale, dai paesi arabi, dai paesi dell'ex Unione Sovietica e dal Nordamerica. La comunità araba israeliana crebbe invece grazie agli alti tassi di natalità. La maggioranza della popolazione è concentrata nell'area metropolitana del Gush Dan. Secondo uno studio dell'OECD nel gennaio 2023 la popolazione israeliana aveva un'aspettativa di vita pari a 82,9 anni, che colloca Israele al 9º posto nella classifica degli Stati per aspettativa di vita.
Nel corso dell'ultimo decennio, si sono stabiliti nel Paese numeri considerevoli di lavoratori migranti non ebrei da Romania, Thailandia, Cina, Africa e America meridionale. I numeri esatti non sono noti, in quanto molti di questi vivono attualmente nel Paese in maniera illegale o clandestina, sebbene le stime si aggirino intorno ai 166-203 mila individui. Nel giugno 2012 circa 60.000 migranti africani giunsero in Israele, generando la reazione di alcuni partiti di destra, che in ciò videro un problema di sicurezza e ordine pubblico che avrebbe minacciato il carattere ebraico del Paese. Nel corso del 2022 la popolazione di Israele è aumentata del 2,2%: tale aumento è dato al 62% dalla crescita naturale della popolazione e il restante 38% dai mutamenti nell'equilibrio migratorio internazionale. Nel Paese sono giunti circa 73.000 rifugiati e migranti ucraini nel corso del 2022, di cui l'80% giunti da Russia e Ucraina.

### Composizione etnoreligiosa

Variazione delle percentuali delle varie componenti religiose della popolazione israeliana tra il 1949 e il 2022

Nel 2022 il 73,6% della popolazione era costituita da ebrei israeliani, il 21,1% della popolazione da arabi israeliani e il restante 5,3% da membri di altri gruppi. La componente ebraica è estremamente variegata dal punto di vista etnoculturale e religioso; la lingua ebraica, rivitalizzata nel XX secolo, e la comune identità israeliana hanno però permesso agli ebrei israeliani di costruire una nuova identità sabra. La maggior parte degli ebrei israeliani si riconosce in una delle seguenti aree culturali: quella di origine aschenazita, tipica dell'Europa centrale e orientale, e quella mizrahì, tipica di Medio Oriente e Maghreb; storicamente le relazioni tra aschenaziti e mizrahì sono state molto tese; i primi hanno infatti dominato per decenni la scena istituzionale, politica, economica e culturale del Paese. Tra gli ebrei si distinguono poi i caraiti, concentrati a Ramla, Be'er Sheva e Ashdod. Fortemente correlati agli ebrei sono i samaritani, concentrati a Holon. Gli arabi israeliani sono per la maggior parte di religione musulmana sunnita, mentre significative minoranze sono cristiane, principalmente melchite e greco-ortodosse, e druse; la gran parte di essi si identifica come palestinese. Altra comunità importante è rappresentata dai circassi. Il monte Carmelo ospita un importante centro Bahá'í.
La principale forma di ebraismo in Israele è quella ortodossa, mentre l'ebraismo riformato e quello masoretico sono poco diffusi. Gli ebrei israeliani si distinguono fortemente dal punto di vista dell'osservanza religiosa e sono tendenzialmente classificati in quattro gruppi religiosi: i laici (hiloni), costituenti poco meno della metà degli ebrei israeliani e prevalentemente di origine aschenazita, i tradizionalisti (masorti), costituenti poco più di un quarto degli ebrei israeliani e prevalentemente mizrahì, i religiosi (dati) e gli ultraortodossi (haredi); questi gruppi, in particolare gli ultraortodossi, vivono perlopiù in modo segregato dagli altri; forti tensioni politiche sussistono tra le componenti laiche e quelle religiose. Secondo una statistica internazionale del 2015 Israele rappresenta l'ottavo Paese meno religioso al mondo: il 65% degli israeliani si definisce non religioso, l'8% dei quali si definisce ateo.

### Lingue

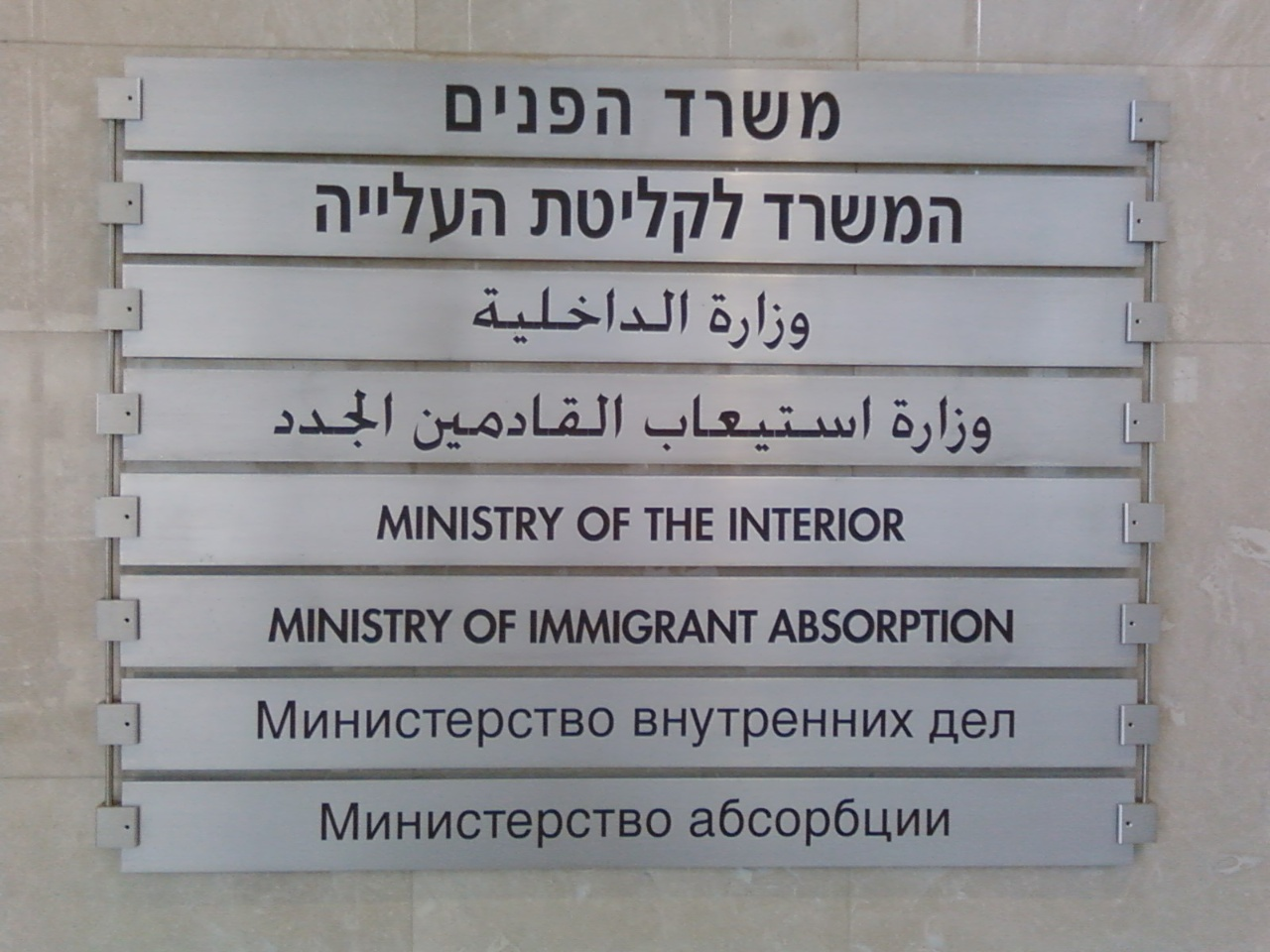
Segnaletica multilingue in lingua ebraica, araba, inglese e russa a Haifa

Israele riconosce come lingua ufficiale l'ebraico. L'arabo, parlato dalla comunità araba israeliana e da parte degli ebrei mizrahì e anch'esso precedentemente ufficiale, è stato declassato nel 2018 a lingua a statuto speciale. Ruolo importante è rivestito dalla lingua inglese in ambito economico e mediatico. Molto parlata è la lingua russa, grazie alla massiccia immigrazione proveniente dai paesi dell'ex Unione Sovietica. Sono poi parlate anche una serie di lingue portate dagli immigrati ebrei da tutto il mondo, tra queste lo yiddish, parlato tradizionalmente dagli aschenaziti e oggi conservato dalle comunità ultraortodosse, in particolare in quelle chassidiche, il giudeo-spagnolo, il giudeo-georgiano, l'amarico e il francese.

## Cultura

### Folklore e cultura di massa
La variegata cultura di Israele deriva dalla diversità etnoculturale della sua popolazione: ebrei provenienti da tutto il mondo hanno portato con sé le proprie tradizioni culturali, dando vita a un originale melting pot. Pur essendo situato in Medio Oriente, la cultura di Israele è prevalentemente occidentale, dal momento che i primi immigrati sionisti erano originari per la grande maggioranza dall'Europa orientale. L'immigrazione di ebrei dal resto del Medio Oriente e dal Maghreb ha generato la compresenza di elementi culturali differenti, anche se accomunati dall'identità ebraica. La comunità araba tende a vivere separata dal resto della società israeliana dal punto di vista residenziale, sociale ed educativo; vi sono infatti pochi contatti tra gli ebrei e gli arabi israeliani. Israele è il solo Paese al mondo in cui la vita è organizzata secondo il calendario ebraico: il giorno di riposo ufficiale è il sabato (con inizio dopo il tramonto del venerdì) e le vacanze sono determinate dalle feste ebraiche.

### Musica
La musica israeliana rivela influenze da tutto il mondo: la scena musicale offre vari tipi di musica come la musica jazz, pop, rock e classica. Un importante fonte di influenza nella musica israeliana lo rivestirono il klezmer e la musica dell'Europa orientale; la più celebre delle canzoni folcloristiche israeliane è Hava Nagila. Tra le orchestre, la più prestigiosa del Paese è la Israel Philharmonic Orchestra, fondata nel 1936. Fra i musicisti classici di fama internazionale i più noti spiccano Itzhak Perlman, Pinchas Zukerman e Daniel Barenboim. Nei primi decenni seguenti l'indipendenza dello Stato, le istituzioni favorirono la musica occidentale, emarginando il contributo culturale degli ebrei originari del mondo arabo; a partire dagli anni 1970 questi ultimi svilupparono la musica mizrahì, fortemente influenzata dalla musica pop araba.
Tra i cantanti israeliani più noti a livello internazionale si citano Asaf Avidan, Naomi Shemer, Ninet Tayeb, Noa, Noa Kirel, Ofra Haza, Rita, Sarit Hadad, Shiri Maimon, Subliminal, e Yael Naim. È molto sviluppata anche la scena metal. Le due band più note a livello internazionale sono gli Orphaned Land e i Melechesh. Entrambe le band rientrano nel cosiddetto oriental metal, che introduce strutture mediorientali nelle forme classiche dell'heavy metal. Israele ha partecipato allo Eurovision Song Contest quasi ogni anno a partire dal 1973, vincendo in più occasioni.

### Cinema
Diversi film israeliani hanno ottenuto numerosi riconoscimenti internazionali come Clara Hakedosha (1996), con la co-regia di Ari Folman e Ori Sivan; di Ari Folman spicca il pluripremiato Valzer con Bashir (2008); e ancora Synonymes (2019) del regista Nadav Lapid, Orso d'oro al Festival di Berlino 2019. Altri registi noti Amos Gitai, autore del film Kippur (2000). Precedentemente, nel 1965, il primo film israeliano a essere candidato per l'Oscar al miglior film straniero fu Sallah diretto dal regista Ephraim Kishon.

### Letteratura

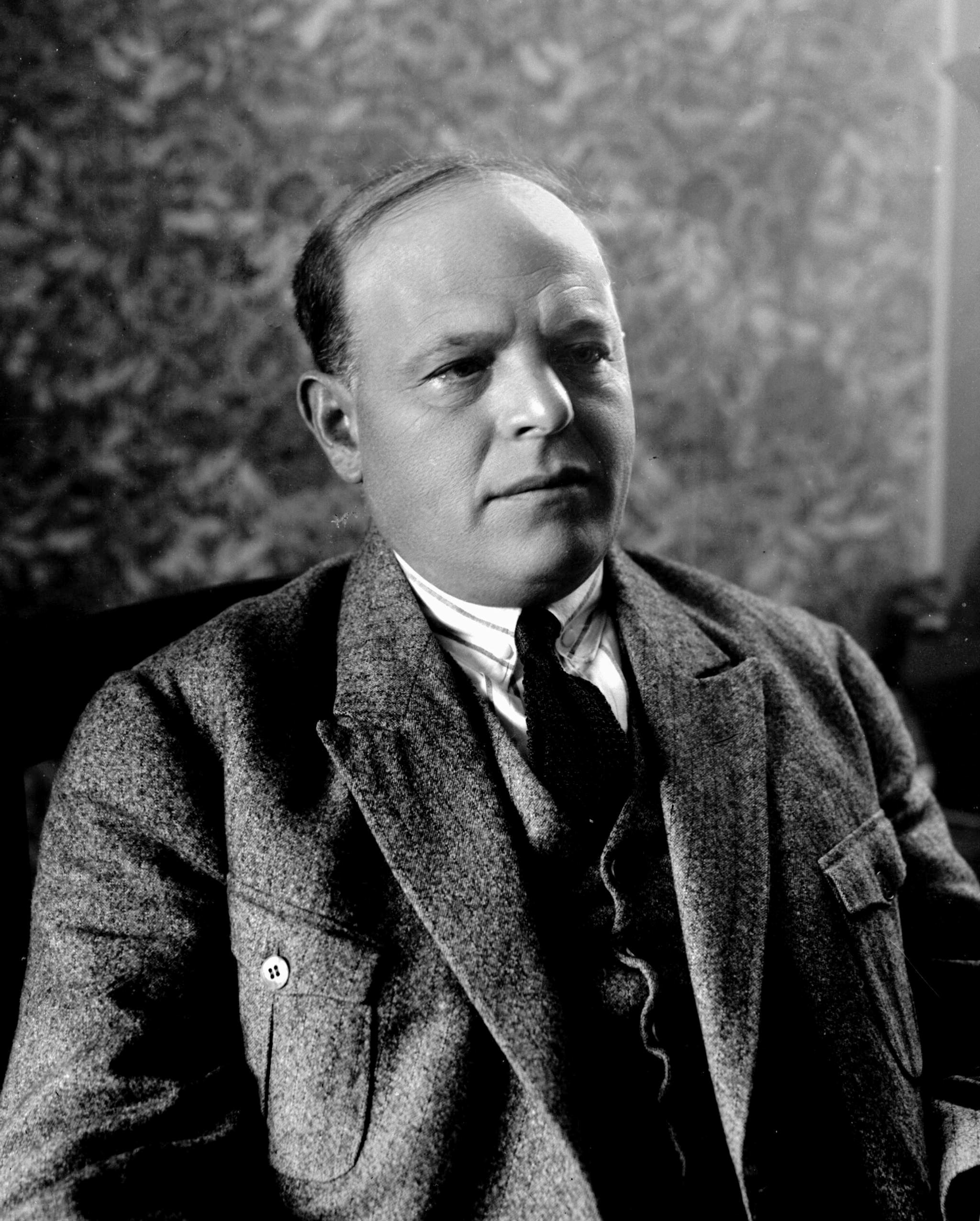
Haim Nachman Bialik, il poeta nazionale di Israele.

La letteratura israeliana trae le proprie radici radici dalla rivitalizzazione della lingua ebraica, promossa da Eliezer Ben Yehuda nella seconda metà del XIX secolo, e si sviluppò in seguito alla seconda aliyah. Tra i più celebri autori della letteratura israeliana figurano Haim Nachman Bialik, Ahad Ha'am, Saul Cernichovskij, Shmuel Yosef Agnon, Avraham Shlonsky, Yehuda Amichai, Moshe Shamir, Aharon Megged, S. Yizhar, Abraham Yehoshua, Amos Oz, Amos Elon, Aharon Appelfeld, Yoram Kaniuk, David Grossman, Etgar Keret, Orly Castel-Bloom, Gail Hareven e Eshkol Nevo. Importante fu il contributo degli arabi israeliani Sayed Kashua e Anton Shammas. Parte della produzione letteraria israeliana è stata scritta anche in arabo da figure come Emile Habibi. Durante la settimana del libro ebraico, che si tiene ogni giugno, oltre a fiere, letture pubbliche e conferenze ha luogo la consegna del Premio Sapir, il principale premio letterario di Israele. A Tel Aviv il teatro Habimah, fondato nel 1918, è il più antico del Paese.

### Mass media
Tra i maggiori quotidiani israeliani spiccano il Jerusalem Post, Haaretz, Maariv, Yediot Aharonot, HaTzofe, Globes, Israeli, Israel HaYom e Yated Neeman. Sono attive numerose emittenti televisive e radiofoniche; la televisione pubblica è gestita dalla Israeli Public Broadcasting Corporation.
All'inizio del 2009, Reporter Senza Frontiere nel suo Press freedom index riportava la stampa israeliana al 46º posto su 173 paesi e territori; come peraltro segnala la medesima organizzazione, per effetto delle situazioni di conflitto, l'accesso di giornalisti stranieri nella striscia di Gaza durante l'operazione Piombo fuso è stato fortemente limitato. Nel 2025, a seguito del perdurare della guerra di Gaza, il paese è ormai scivolato al 112º posto su 180.

### Archeologia, architettura e patrimoni dell'umanità
Israele è sede di numerosi scavi archeologici di scuola israeliana, e di scuole straniere, di archeologia biblica e di archeologia paleocristiana. Diversi siti israeliani risultano iscritti nella lista dei patrimoni dell'umanità dell'UNESCO, tra questi: la Città Vecchia di Gerusalemme, dal 1981, la città vecchia di Acri, dal 2001, Masada, dal 2001, i tell di Megiddo, Hazor e Be'er Sheva, dal 2005, la Città Bianca di Tel Aviv, che offre alcuni tra i più significativi esempi di architettura Bauhaus, dal 2003 e la Via dell'incenso - città nel deserto del Negev, dal 2005.

### Musei
Tra i principali musei in Israele spiccano il Museo d'Israele a Gerusalemme, che ospita tra le tante collezioni i rotoli del Mar Morto, lo Yad Vashem a Gerusalemme, che rappresenta il museo nazionale dedicato alla Shoah, e il Beth HaTefutsoth, situato nel campus dell'Università di Tel Aviv, museo interattivo dedicato alla storia della diaspora ebraica. A Gerusalemme sono poi presenti il Museo Herzl, il Museo delle Terre della Bibbia, il Museo Rockfeller e il Museo dell'Arte Islamica e a Tel Aviv il Museo di Eretz Israel, il Museo della Haganah, il Museo delle Antichità e il Museo d'Arte Moderna.

### Istruzione e ricerca
Il sistema scolastico israeliano è suddiviso in cinque settori: statale (mamlachti), statale religioso (mamlachti dati), indipendente religioso (Chinuch Atzmai), arabo e privato; il primo è il più diffuso, il secondo è frequentato dalle famiglie ebraiche ortodosse moderne e da quelle sioniste religiose ed enfatizza le materie religiose, il terzo è frequentato dagli ebrei ultraortodossi ed è incentrato sullo studio della Torah, mentre il quarto è indirizzato agli arabi israeliani ed è in lingua araba. L'obbligo scolastico si estende dai 3 ai 18 anni, diviso in scuola materna, primaria (1º-6º), media (7º-9º) e superiore (10º-12º), al termine del quale si sostiene un esame di maturità, al seguito del quale si ottiene il bagrut. Israele ha il più alto tasso di durata degli studi e di scolarizzazione del Medio Oriente, e in Asia è al vertice con Corea del Sud e Giappone. Israele dispone di nove università pubbliche: il Technion, l'Università Ebraica di Gerusalemme, la più antica, istituita nel 1918, l'Istituto Weizmann, l'Università Bar-Ilan, l'Università di Tel Aviv, Università Ben Gurion del Negev, l'Università di Ariel, l'Università di Haifa e la Open University of Israel. Vi è poi l'Università Reichman, di tipo privato. Vi sono poi decine di college.
Nel rapporto dell'Adva Center del maggio 2011 vengono evidenziate disparità caratteristiche della società israeliana. Tra i vari gruppi etnoreligiosi del Paese, gli arabi cristiani risultano quello di maggior successo in ambito educativo e accademico. Israele ha inoltre prodotto quattro vincitori di premio Nobel ed è fra i primissimi paesi al mondo per articoli scientifici pubblicati pro capite.

### Scienza e tecnologia
La scienza riveste un ruolo primario nella società israeliana. Il Paese è all'avanguardia nei settori elettronico, ottico, informatico, robotico, aeronautico, medico e biomedico. Avanzata è anche la ricerca in ambito agricolo, per quanto riguarda ad esempio l'irrigazione a goccia. Il Paese fa un ampio uso dell'energia solare e termica. In ambito spaziale nel 1988 venne lanciato Ofek-1, il primo satellite lanciato da Israele, mentre nel 2003 Ilan Ramon divenne il primo astronauta israeliano ad andare nello spazio.

#### Energia nucleare
L'interesse israeliano per l'energia nucleare cominciò fin da prima della nascita dello Stato. Il governo dette importanza alla ricerca sull'energia nucleare fin dal 1949 quando istituì l'Istituto Weizmann e cominciò a sviluppare la propria tecnologia nucleare negli anni 1950 con il sostegno francese, costruendo un reattore nucleare a Dimona nel 1964. Gli israeliani realizzarono le loro prime armi nucleari nel 1966. Israele si rifiutò di sottoscrivere il trattato di non proliferazione nucleare. L'esistenza dell'arsenale nucleare israeliano venne confermata nel 1986 dal tecnico nucleare israeliano Mordechai Vanunu. Secondo l'opinione di vari esperti nel 1979 Israele collaborò con il Sudafrica nello sviluppo di armi nucleari, in quello che divenne noto come incidente Vela.

### Festività nazionali
| Data         | Nome           | Significato                                                                 |
| ------------ | -------------- | --------------------------------------------------------------------------- |
| 5 di Iyar    | Yom HaAtzmaut  | Proclamazione dello Stato di Israele, il 14 maggio 1948                     |
| 6 di Kislev  | Ben Gurion Day | Celebrazioni in onore del fondatore dello Stato di Israele David Ben Gurion |
| 10 di tishri | Yom Kippur     | Giorno dell'Espiazione                                                      |

- l 15º giorno di Av del calendario ebraico si celebra il Tu B'Av (in ebraico: ט"ו באב), il giorno dell'amore, simile alla Festa di San Valentino.[Ed è festa nazionale?]

### Gastronomia
La cucina israeliana è estremamente variegata ed è caratterizzata dalla commistione della cucina levantina e di quella ebraica aschenazita, maghrebina e mediorientale.

## Economia

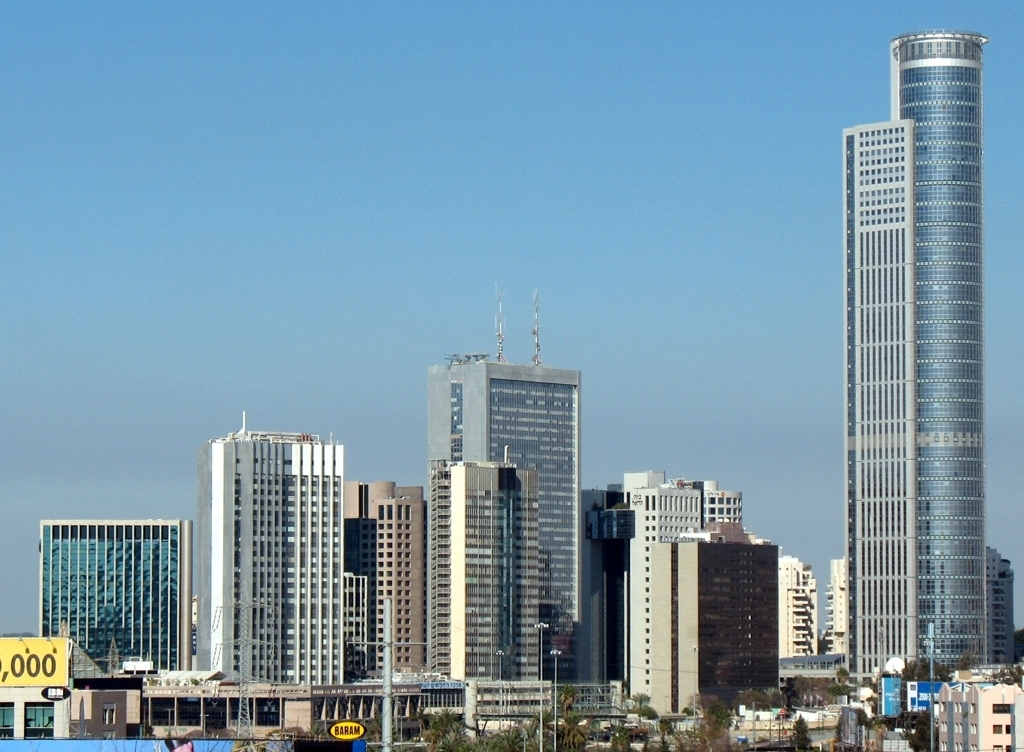
Il Diamond Exchange District a Ramat Gan, distretto finanziario di Tel Aviv.

L'economia di Israele è di tipo misto e il Paese è considerato una delle più avanzati in Medio Oriente e in tutta l'Asia per quanto riguarda il progresso economico e industriale, nonché uno di quelli più competitivi e favorevoli agli affari Nel 2012 il PIL (PPP) era pari a 260,9 miliardi di dollari statunitensi (49º al mondo) e il PIL pro capite (PPP) era pari a 33878 di dollari (25º al mondo). Dal 2010 Israele aderisce all'OCSE. Malgrado la limitatezza delle risorse naturali, lo sviluppo dei settori industriale e agricolo, protrattosi per decenni, ha reso Israele ampiamente autosufficiente dal punto di vista della produzione alimentare, eccetto per le granaglie e per le carni. Israele è un grande importatore di idrocarburi, materie prime ed equipaggiamenti militari. Nell'ambito delle esportazioni si distingue per frutta, verdura, farmaceutici, software, prodotti chimici, tecnologia militare e diamanti. Il Paese è inoltre leader mondiale per la conservazione dell'acqua e per l'energia geotermica. Fin dagli anni 1970, Israele riceve aiuto economico dagli Stati Uniti d'America, in particolare per sostenere il debito estero, il debito pubblico e le spese militari. Secondo un'agenzia governativa, la povertà in Israele è aumentata dell'1% nel 2018, colpendo il 20,4% della popolazione. I bambini sono particolarmente colpiti, poiché il 29,1% di loro vive in condizioni di povertà. Secondo i dati dell'OCSE il tasso di povertà di Israele è il quarto più alto tra i paesi membri dell'OCSE dopo Stati Uniti d'America, Turchia e Corea del Sud.

### Agricoltura
Dotato di scarse risorse idriche, il Paese non è ambiente favorevole a una grande agricoltura. Gli israeliani hanno saputo sviluppare una tecnologia irrigua che ha moltiplicato la produttività di ogni litro d'acqua imponendo la propria agricoltura come modello insuperato di efficienza di irrigazione. Agronomi e ingegneri di Israele vantano il titolo di creatori delle metodologie di irrigazione a goccia. Seppure l'acqua disponibile per l'agricoltura continui a diminuire, gli agricoltori israeliani la usano con efficienza crescente, dedicandola a colture di sempre maggiore pregio, primizie, fiori, piante di vivaio. Il primato tecnologico consente, peraltro, di sopperire al calo delle vendite di prodotti agricoli con la vendita crescente di impianti sempre più sofisticati, richiesti, con il know how relativo, in tutto il mondo. Il 92% dei terreni in Israele sono proprietà dello Stato, del Fondo Nazionale Ebraico o dell'Amministrazione Israeliana dei Terreni. I terreni possono essere affittati a lungo termine (99 anni).

### Industria
Le risorse minerarie ed energetiche sono quasi inesistenti, dal momento che il sottosuolo è privo di materie prime. Sia il carbone, sia il petrolio sono importati; il petrolio proviene quasi esclusivamente dall'Egitto. Un oleodotto lungo 260 km collega Eilat con Ashkelon. Molto utilizzata è l'energia solare, che copre il fabbisogno del 27% della popolazione come fonte di riscaldamento. Il settore industriale israeliano si è da sempre caratterizzato per la presenza di piccole aziende nei settori tradizionali e di poche grandi aziende in quelli della tecnologia avanzata. I principali settori industriali israeliani sono rappresentati dai settori dell'alta tecnologia, metallurgico, elettronico, biomedico, agricolo, alimentare, chimico, farmaceutico e dei trasporti. Il settore dell'alta tecnologia è concentrato nel cosiddetto Silicon Wadi tra Tel Aviv e Haifa e ospita numerose startup. Per motivi geopolitici il Paese ha sviluppato una forte e avanzata industria militare. La lavorazione dei diamanti costituisce un'industria fiorente avviata da immigrati ebrei provenienti da Belgio e Paesi Bassi.

### Trasporti
Per quanto riguarda i trasporti e le comunicazioni, un'articolata rete di strade unisce le varie parti del Paese. I porti di Eilat sul Mar Rosso, di Ashdod e di Haifa sul mar Mediterraneo sono i più trafficati. L'aeroporto Ben Gurion, vicino a Tel Aviv, assorbe quasi tutto il traffico aereo del Paese. La rete ferroviaria israeliana si sviluppa attorno a una dorsale nord-sud Nahariya-Haifa-Tel Aviv-Beersheva, con rami verso est (Gerusalemme via Latrun e Zin, presso il Mar Morto). Esiste una sola linea ad alta velocità tra Tel Aviv e Gerusalemme, la cui apertura è avvenuta alla fine del 2017.

### Turismo
Il turismo in Israele, benché ostacolato dalle condizioni geopolitiche, che inducono a protocolli di sicurezza sensibilmente elevata, in particolare quello religioso, è un cespite industriale di grande rilievo, anche per merito del clima gradevole e dell'importanza storica e artistica dei siti archeologici. In tale cornice spicca la funzione strategica della compagnia di bandiera El Al, sia come vettore internazionale, sia per i collegamenti interni.

## Politica

### Ordinamento dello Stato
Lo Stato d'Israele basa il suo ordinamento giuridico su una serie di leggi fondamentali. Le funzioni del governo sono basate sui regolamenti della Knesset, sulle convenzioni costituzionali e sulla Dichiarazione d'indipendenza israeliana. Israele non dispone di una costituzione redatta in un unico documento. Dopo la fondazione dello Stato nel 1948, la Dichiarazione di indipendenza affermò che un'assemblea costituente avrebbe adottato una costituzione per istituire e disciplinare le autorità dello Stato. L'assemblea costituente venne quindi eletta nel gennaio del 1949 ed esercitò le sue funzioni sia come corpo legislativo sia come corpo costituente. Tuttavia, in mancanza di un consenso circa l'opportunità di una costituzione scritta e circa i suoi contenuti, l'assemblea, divenuta Knesset nel 1949, il 13 giugno 1950 giunse a una soluzione di compromesso nota come risoluzione Harari: la costituzione sarebbe stata composta di capitoli, ciascuno comprendente un'unica legge fondamentale a sé stante e Israele avrebbe adottato la propria costituzione via via che le diverse leggi fondamentali fossero state approvate dalla Knesset. Israele iniziò un processo di adozione della costituzione capitolo per capitolo, processo che a oggi non si è ancora concluso con l'adozione di una singola costituzione complessiva e che ha portato alla promulgazione delle seguenti leggi fondamentali:
- Legge fondamentale sulla Knesset (1958)
- Legge fondamentale sulle terre di Israele (1960)
- Legge fondamentale sul Presidente dello Stato (1964)
- Legge fondamentale sul Governo (1968, poi modificata nel 1992, 2001 e 2014)
- Legge fondamentale sull'economia dello Stato (1975)
- Legge fondamentale sull'esercito (1976)
- Legge fondamentale su Gerusalemme capitale di Israele (1980)
- Legge fondamentale sul potere giudiziario (1984)
- Legge fondamentale sullo State Comptroller (1988)
- Legge fondamentale sulla Libertà e dignità umana (1992)
- Legge fondamentale sul Diritto all’occupazione (1992, poi modificata nel 1994)
- Legge fondamentale sul referendum (2014)
- Legge fondamentale su Israele Stato nazione del popolo ebraico (2018)

Fino al 1992 tutte le leggi fondamentali via via approvate riguardarono essenzialmente l'organizzazione dei poteri dello Stato. Nel 1992 la Knesset si divise sull'opportunità di approvare una legge in tema di diritti costituzionali. Fu raggiunto il compromesso di dividere il capitolo sui diritti costituzionali in una serie di leggi fondamentali separate, cosicché la Knesset potesse trovare il consenso necessario per il riconoscimento di alcuni diritti largamente condivisi lasciando aperta la discussione su diritti più controversi, come la libertà di religione, di parola, di coscienza, e il principio di uguaglianza. Le due leggi fondamentali sui diritti costituzionali del 1992 furono seguite da una storica sentenza della Corte suprema nel caso Mizrahi Bank del 1995. Con tale sentenza la Corte suprema rivendicò a sé il potere di controllare la costituzionalità della legislazione approvata dalla Knesset, intendendo per "costituzionalità" la conformità delle leggi alle Leggi fondamentali dello Stato di Israele. L'effetto combinato delle innovazioni legislative introdotte nel 1992 e della giurisprudenza della Corte suprema è stato definito come una "rivoluzione costituzionale" che avvicina Israele al modello dello Stato costituzionale di diritto, affidando alla Corte suprema il sindacato di costituzionalità sulle leggi approvate dalla Knesset.
Israele è una repubblica parlamentare, basata sul multipartitismo e su elezioni a suffragio universale cui partecipano tutti i cittadini che abbiano compiuto il diciottesimo anno di età. Non è previsto l'istituto referendario. Il potere legislativo spetta alla Knesset, composta da 120 deputati eletti ogni quattro anni con sistema sistema proporzionale (con applicazione del metodo D'Hondt), nelle liste dei partiti. Alle elezioni legislative non è previsto il voto di preferenza. Il territorio costituisce un unico collegio elettorale ed è prevista una soglia di sbarramento. Le elezioni parlamentari si tengono ogni quattro anni, ma la Knesset può essere sciolta anticipatamente in seguito a una decisione assunta dalla maggioranza dei suoi componenti. Il presidente di Israele è il capo dello Stato ed è eletto dalla Knesset per un mandato di sette anni non rinnovabile. La sua funzione è puramente rappresentativa, essendo l'esercizio del potere esecutivo delegato nella sua interezza al primo ministro, che di regola è il leader della forza politica maggioritaria nella Knesset. Quest'ultimo forma il governo nominando i ministri. Dal 1996 al 2003 il primo ministro è stato scelto con elezione popolare diretta.
Il potere giudiziario è affidato a una Corte suprema. I suoi quindici giudici sono nominati da una commissione di nove membri di cui tre giudici, quattro politici e due avvocati. In pratica, questa commissione designa automaticamente i candidati scelti dai giudici stessi. Il sistema legale di Israele combina diritto romano, la diritto anglosassone e leggi dell'ebraismo. Si fonda sul principio del precedente e del processo accusatorio e impiega giudici professionali e indipendenti, nominati da un comitato composto da giudici della Corte suprema, avvocati e parlamentari. Il sistema giudiziario è articolato in tre livelli di giudizio: la maggior parte delle città ospita un tribunale, mentre in cinque dei sei distretti sono istituiti tribunali distrettuali (sia d'appello sia di prima istanza) e a Gerusalemme siede la Corte suprema (sia di ultimo appello sia di cassazione e di fatto costituzionale).

#### Diritti civili e politici
Israele è una democrazia in cui trovano riconoscimento i diritti civili e politici, di libertà d'espressione e di economia di mercato. Israele, se considerato senza i territori occupati, è classificato come "libero" da Freedom House; nel 2014 il punteggio era 2 per le libertà civili e 1 per i diritti politici, dove 1 è la situazione migliore e 7 la peggiore. Israele è considerato un esempio di democrazia etnica, in cui la componente ebraica domina nettamente, anche se sono garantiti i diritti civili e politici alle minoranze. Tutti i cittadini israeliani godono dei diritti civili e politici, indipendentemente dalla loro appartenenza etnica e religiosa. Gli arabi israeliani sono cittadini israeliani, ad eccezione di quelli di Gerusalemme Est e delle alture del Golan, che hanno lo status di residenti permanenti e il diritto a richiedere la cittadinanza israeliana. La minoranza araba soffre di vari disagi socioeconomici e secondo l'opinione di vari esperti è soggetta a discriminazioni strutturali.
Lo status personale dei cittadini, tra i quali la disciplina matrimoniale e il divorzio, è rimesso alle rispettive confessioni religiose, le cui autorità esercitano la relativa giurisdizione; non esiste il matrimonio civile. Lo Stato riconosce i matrimoni officiati dalle autorità ebraiche ortodosse, musulmane, cristiane e druse. Questo sistema genera forti tensioni tra le componenti laiche e quelle religiose, dal momento che non permette i matrimoni misti; inoltre le leggi della Halakha non permettono a numerose coppie israeliane di sposarsi. La giurisdizione israeliana prevede però il riconoscimento dei matrimoni esteri, pertanto numerose coppie israeliane si sposano ogni anno nella vicina Cipro. Lo Stato riconosce le unioni civili ed è l'unico in Medio Oriente dove le unioni omosessuali celebrate all'estero vengono riconosciute.
La pena di morte in Israele dal 1954 è in vigore unicamente per i reati di genocidio e altri crimini contro l'umanità, crimini di guerra, alto tradimento, crimini contro il popolo ebraico e tradimento militare, quando ritenuta giusta dal tribunale: è stata applicata solo una volta, nel 1961, nei confronti del criminale nazista Adolf Eichmann. Anche un altro nazista, John Demjanjuk, fu condannato a morte nel 1988, ma il verdetto fu annullato nel 1993. Questi due casi, tra l'altro di cittadini stranieri, sono le uniche sentenze pronunciate contro civili. Ci sono state alcune condanne di militari, ma nessuna è stata eseguita.
Il 19 luglio 2018 viene approvata la «Legge fondamentale: Israele quale Stato nazionale del popolo ebraico». Con questa legge viene rafforzato il carattere giudaico dello Stato di Israele. Secondo i critici si tratta di una evoluzione autoritaria e illiberale.

### Suddivisione amministrativa
Israele è suddiviso in sei distretti principali e tredici sottodistretti.
| Distretti di Israele | Distretti di Israele | Distretti di Israele   | Distretti di Israele | Distretti di Israele | Distretti di Israele |
| Distretto            | Capoluogo            | Abitanti nel capoluogo | Superficie (km²)     | Abitanti             | Densità (ab./km²)    |
| -------------------- | -------------------- | ---------------------- | -------------------- | -------------------- | -------------------- |
| Settentrionale       | Nazaret              | 73.659                 | 4.478                | 1.279.200            | 285,66               |
| Haifa                | Haifa                | 271.000                | 864                  | 913.000              | 1.056,71             |
| Centrale             | Ramla                | 65.300                 | 1.293                | 1.854.900            | 1.434,57             |
| Tel Aviv             | Tel Aviv             | 1.295.000              | 176                  | 1.295.000            | 7.357,95             |
| Gerusalemme          | Gerusalemme          | 805.000                | 652                  | 945.000              | 1.449,39             |
| Meridionale          | Be'er Sheva          | 194.800                | 14.231               | 1.106.900            | 77,78                |
| Giudea e Samaria     | Ariel                | 118.400                | 5.860                | 2.163.000            | 369,11               |

### Politica estera
Israele e Palestina
     Riconoscimento del solo Stato di Israele
     Riconoscimento di Israele con alcune relazioni con la Palestina
     Riconoscimento sia di Israele che della Palestina
     Riconoscimento della Palestina con alcune relazioni con Israele
     Riconoscimento del solo Stato di Palestina

Relazioni diplomatiche con Israele
Israele e Palestina
Riconoscimento del solo Stato di Israele
Riconoscimento di Israele con alcune relazioni con la Palestina
Riconoscimento sia di Israele che della Palestina
Riconoscimento della Palestina con alcune relazioni con Israele
Riconoscimento del solo Stato di Palestina

Lo Stato di Israele è riconosciuto da 167 paesi membri delle Nazioni Unite su 193. Il paese fu ammesso alle Nazioni Unite nel 1949. A causa del conflitto arabo-israeliano, Israele non è riconosciuto dai seguenti Paesi: Afghanistan, Algeria, Arabia Saudita, Bangladesh, Brunei, Comore, Corea del Nord, Cuba, Gibuti, Guinea, Indonesia, Iran, Iraq, Kuwait, Libano, Libia, Malaysia, Maldive, Mali, Niger, Oman, Pakistan, Qatar, Siria, Somalia, Tunisia, Venezuela e Yemen.

#### Territori occupati
In seguito alla guerra dei sei giorni del 1967 Israele occupò la Cisgiordania, la striscia di Gaza, le alture del Golan e la penisola del Sinai. A partire dagli anni 1970 venne avviata la costruzione di numerosi insediamenti israeliani nei territori occupati, dichiarata illegale dalle Nazioni Unite. Gerusalemme Est venne annessa nel 1980 e le alture del Golan nel 1981. Il Libano rivendica le fattorie di Sheb'a, annesse insieme al Golan. Il Sinai venne restituito all'Egitto nel 1982, in seguito agli accordi di Camp David. In seguito agli accordi di Oslo del 1993 i territori palestinesi vennero divisi in tre aree: l'area A, amministrata e controllata dall'Autorità Nazionale Palestinese, l'area B, sempre sotto amministrazione palestinese ma controllata militarmente dagli israeliani, e l'area C, amministrata da Israele. La Cisgiordania è identificata dalle autorità israeliane con l'espressione "Giudea e Samaria". La striscia di Gaza venne abbandonata in seguito al piano di disimpegno unilaterale israeliano del 2005 e venne sottoposta a un blocco marittimo, terrestre e aereo da parte di Israele ed Egitto.

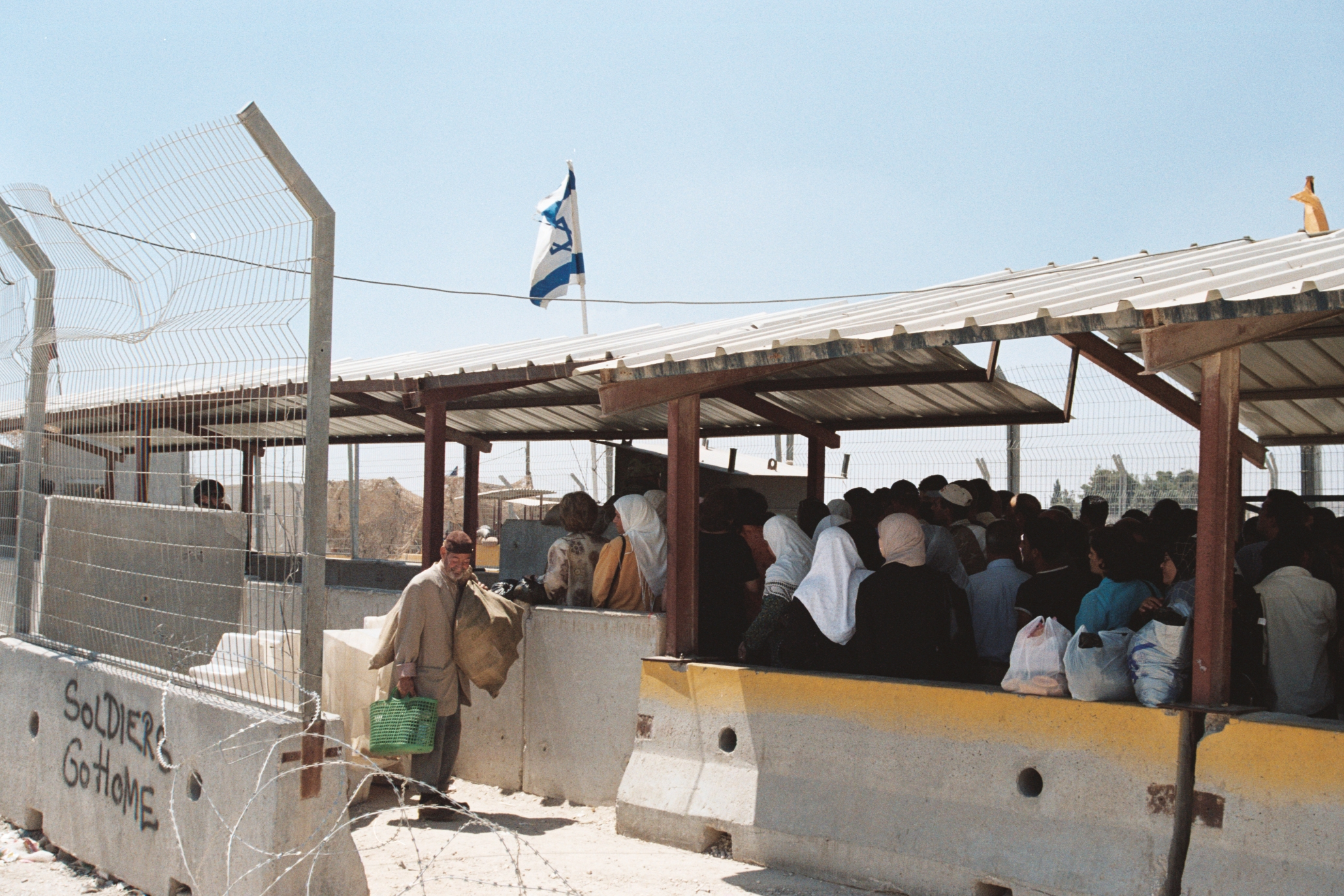
Posto di blocco israeliano nei pressi di Ramallah

Varie organizzazioni non governative, tra le quali B'Tselem, Human Rights Watch e Amnesty International, hanno criticato le politiche israeliane nei territori occupati, paragonandole all'apartheid. La presenza israeliana ha comportato infatti varie restrizioni al movimento dei palestinesi attraverso l'istituzione di centinaia di posti di blocco, di un sistema di permessi e della barriera di separazione israeliana; le autorità israeliane hanno in più occasioni demolito o confiscato proprietà immobiliari palestinesi e migliaia di detenuti palestinesi sono trattenuti nelle carceri israeliane per motivazioni politiche, e in detenzione amministrativa senza un processo giudiziale.

#### Status di Gerusalemme
Gerusalemme venne proclamata capitale di Israele nel dicembre 1949 e confermata tale nel 1980 con la legge su Gerusalemme. Israele occupò Gerusalemme Est in seguito alla guerra dei sei giorni e la annesse nel 1980, riunificando la città. Quasi tutte le istituzioni governative israeliane hanno sede a Gerusalemme, ad eccezione del ministero della difesa con sede a Tel Aviv. Lo status di Gerusalemme come capitale di Israele non è stato riconosciuto dalla comunità internazionale, dal momento che la città comprende territori non riconosciuti internazionalmente come israeliani. La Corte internazionale di giustizia confermò nel 2004 lo status di "territori occupati" ai territori oltre la Linea Verde, compresa Gerusalemme Est. La quasi totalità degli Stati che intrattengono rapporti diplomatici con Israele non mantengono le proprie sedi diplomatiche a Gerusalemme, preferendole altre località, in particolare Tel Aviv. Gli unici paesi che hanno mantenuto la propria ambasciata a Gerusalemme sono stati El Salvador e la Costa Rica e a partire dal 2018 gli Stati Uniti d'America. Israele rimane senza capitale nelle mappe prodotte e distribuite dall'ONU.

## Forze armate
Le Forze di difesa israeliane rappresentano le forze armate del Paese. La marina e l'aeronautica israeliana sono subordinate all'esercito. Sono operative altre agenzie governative paramilitari che si occupano dei differenti aspetti della sicurezza d'Israele, tra le quali il MAGAV e lo Shin Bet, e civili con compiti di difesa, come l'Aman e il Mossad, i servizi segreti israeliani esterni. Le Forze di difesa israeliane sono considerate le forze armate più efficienti in Medio Oriente. L'alta qualità dell'addestramento e l'avanzata industria militare rappresentano i maggiori punti di forza dell'esercito israeliano.
I giovani israeliani, sia maschi che femmine, sono chiamati alle armi all'età di 18 anni. Il servizio di leva dura tre anni per gli uomini e due per le donne. A seguito del servizio obbligatorio, gli uomini israeliani diventano parte delle forze di riserva. Sono esonerati i cittadini arabi musulmani e cristiani e coloro che non possono servire per motivazioni religiose. È attivo un servizio civile, il Sherut Leumi, alternativo al servizio militare. Israele non dispone nel suo ordinamento di una legge sull'obiezione di coscienza e i disertori (conosciuti anche come refusenik) possono andare contro pene detentive; sono però esonerati i pacifisti solo se giudicati tali da una speciale commissione non militare.

## Sport
Sebbene sia collocato in Asia, Israele fa parte dei Comitati Olimpici Europei, pertanto, per tutti gli sport, gareggia nelle competizioni europee e a livello internazionale partecipa come nazione europea. Il principale sport nazionale è il calcio. Il campionato israeliano di calcio è gestito dalla Federazione calcistica d'Israele, affiliata dal 1929 alla FIFA e dal 1994 all'UEFA, in seguito alla sua espulsione dall'AFC su pressione dei paesi arabi. Le squadre calcistiche israeliane partecipano alle coppe calcistiche europee, e la nazionale di calcio disputa le qualificazioni al Campionato mondiale di calcio con le altre selezioni europee, oltre a prendere parte alle qualificazioni al Campionato europeo di calcio. Durante il periodo di iscrizione della Federazione calcistica d'Israele all'AFC, la nazionale di calcio vinse la Coppa d'Asia 1964.
Molto popolare in Israele è anche la pallacanestro. La Federazione cestistica d'Israele, iscritta alla FIBA dal 1939, è affiliata alla FIBA Europe. La nazionale di pallacanestro vanta una partecipazione ai giochi olimpici, due ai mondiali, nonché 25 presenze agli europei. Israele ai Giochi olimpici si distinse per il judo, (la prima medaglia per Israele venne proprio da questa disciplina con Yael Arad che vinse la medaglia d'argento a Barcellona 1992') che guadagnò popolarità tanto da rivaleggiare con il calcio per numero di praticanti, tanto da essere definito da alcuni sport nazionale. Importanti risultati sono stati colti dallo sport israeliano nella vela, in particolare con Gal Fridman, primo vincitore di una medaglia d'oro olimpica per Israele e medaglia d'oro ai campionati mondiali di windsurf. Sistema di combattimento diffuso in tutto il mondo e originatosi in Israele è il Krav Maga, utilizzato anche da operatori della forze di sicurezza.